# Leszámolás a Grandben
A Leszámolás a Grandben (eredeti cím: Showdown at the Grand) 2023-ban bemutatott amerikai akció filmvígjáték, amelyet Orson Oblowitz írt és rendezett. A főbb szerepekben Terrence Howard, John Savage, Piper Curda, Amanda Righetti és Dolph Lundgren látható.
Az Amerikai Egyesült Államokban 2023. november 10-én mutatták be a mozikban.

## Cselekmény
George Fuller, a büszke mozitulajdonosnak Claude Luc Hallyday legendás akciósztár oldalán kell megvédenie családi vállalkozását a nagyvállalati fejlesztőktől, miközben a művészet az életet utánozza a korszakos leszámolásban. 

## Szereplők
| Szerep              | Színész         | Magyar hang         |
| ------------------- | --------------- | ------------------- |
| George Fuller       | Terrence Howard | Király Attila       |
| Claude Luc Hallyday | Dolph Lundgren  | Berzsenyi Zoltán    |
| Lynn                | Amanda Righetti | Erdős Borcsa        |
| Lucky               | John Savage     | Czvetkó Sándor      |
| Spike               | Piper Curda     | Lamboni Anna        |
| Reed                | Mike Ferguson   | Petridisz Hrisztosz |
| Burton              | Jon Sklaroff    | Karácsonyi Zoltán   |
| Loco Moco Cyberella | Clemmie Dugdale | Farkas Fanni        |

### Magyar változat
- Magyar szöveg: Borsos Dávid
- Felvevő hangmérnök: Darvas Bence
- Hangmérnök és vágó: Hegyessy Ákos
- Gyártásvezető: Mészáros Szilvia
- Szinkronrendező: Berzsenyi Márta
- Produkciós vezető: Legény Judit

A szinkront a Laborfilm szinkronstúdió készítette el.

## A film készítése
Az Orson Oblowitz által írt és rendezett filmet Los Angelesben forgatták 1,7 millió dolláros költségvetésből. Christian de Gallegos, Mira Pak Howard és Michael Benaroya voltak a producerek. A főszerepeket Terrence Howard, John Savage, Amanda Righetti, Piper Curda, Jon Sklaroff és Mike Ferguson kapták meg.

## Bemutató
2022 novemberében bejelentették, hogy a Shout! Studios megszerezte a film észak-amerikai forgalmazási jogait, amely akkor a Showdown at the Odessa címet viselte. 2023. november 10-én mutatták be korlátozott számú moziban és Video on Demand szolgáltatáson keresztül. 2023. november 8-án levetítették a Tennessee állambeli Memphisben, ahol Howard volt a házigazda.

## Fogadtatás
A Rotten Tomatoes weboldalon 100%-os értékelést kapott 6 kritika alapján, az átlagos értékelése 6,5 pont a 10-ből.